# Felipe Félix
Felipe Félix (født 20. april 1985) er en brasiliansk fodboldspiller.